# Danny Mwanga
Jean-Marie Daniel Mwanga (Kinshasa, 17 juli 1991) is een Congolees-Amerikaans voetballer die bij voorkeur als aanvaller speelt. Hij verruilde in 2015 Colorado Rapids voor Orlando City.

## Clubcarrière
Mwanga werd in de MLS SuperDraft 2010 als eerste gekozen door Philadelphia Union. Hij maakte zijn professionele debuut op 25 maart 2010 tegen Seattle Sounders. Op 15 mei 2010 scoorde hij tegen FC Dallas zijn eerste MLS doelpunt. Mwanga was in 2010 finalist voor de 'MLS Rookie of the Year Award'. De winnaar dat jaar was echter Andy Najar. Op 6 juni 2012 werd Mwanga naar Portland Timbers gestuurd inruil voor Jorge Perlaza. Mwanga maakte op 21 juni 2012 zijn debuut voor Portland tegen Los Angeles Galaxy. Zijn periode bij Portland werd op 28 februari 2013 alweer beëindigd nadat hij naar Colorado Rapids werd gestuurd. Hij maakte op 30 maart 2013 zijn debuut voor Colorado tegen Portland. Op 28 augustus 2014 werd Mwanga verhuurd aan de New York Cosmos, dat uitkomt in de North American Soccer League. Hij maakte zijn debuut op 30 augustus tegen Indy Eleven en gaf in die wedstrijd een assist. Een week later, op 6 september, maakte hij zijn eerste doelpunt voor de club. Hij eindigde zijn huurperiode bij de Cosmos met acht gespeelde competitiewedstrijden waarin hij één doelpunt maakte. In december van 2014 werd Mwanga gekozen door Orlando City in de MLS Expansion Draft.